# Scaunul Secuiesc al Arieșului

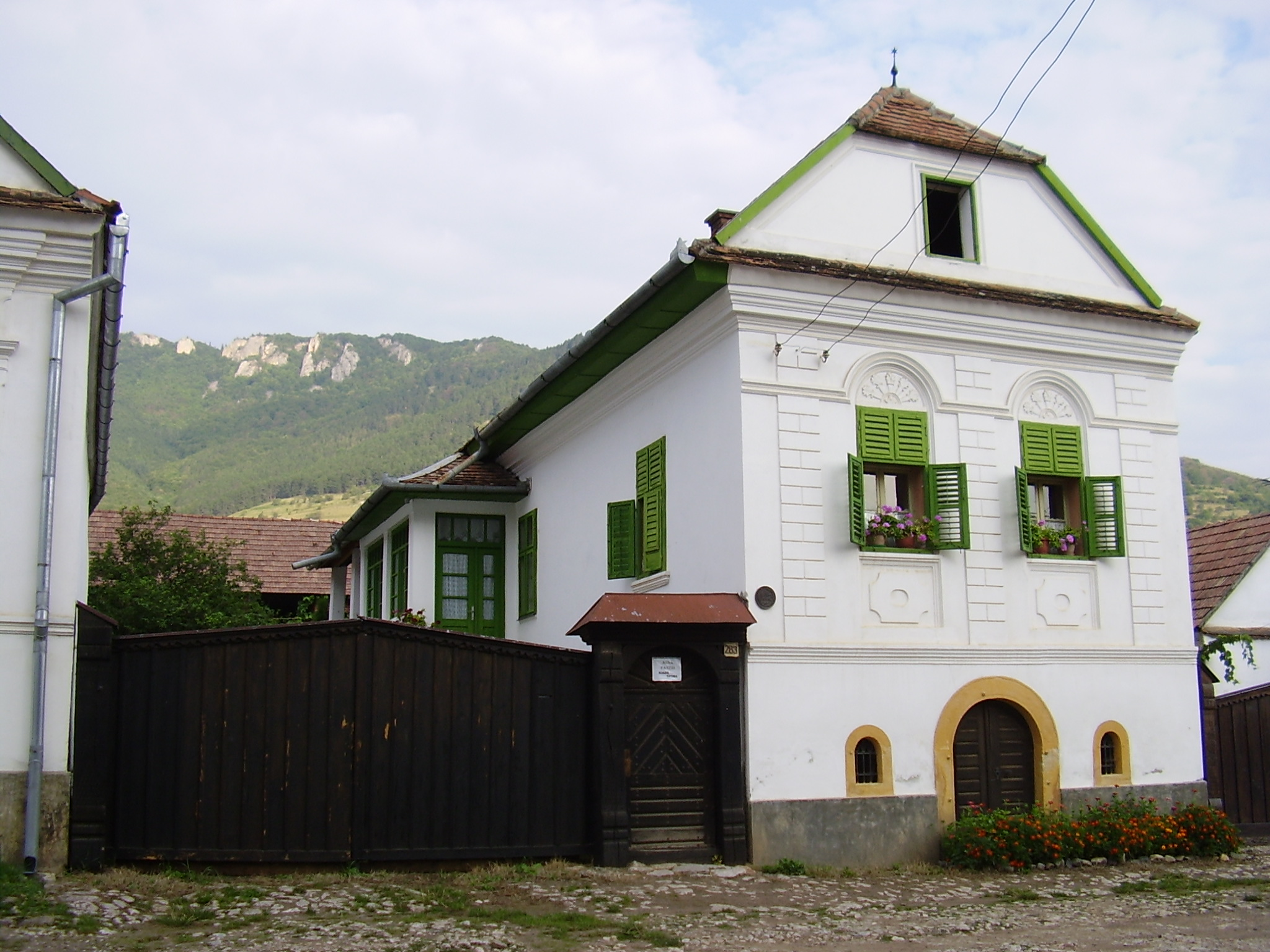
Casă tradițională din Rimetea / Torockó, în Scaunul Secuiesc al Arieșului.

„Scaunul Secuiesc al Arieșului” în Harta Iosefină a Transilvaniei, 1769-73

Scaunul Arieșului (în latină Sedes Aurata, în maghiară Aranyosszék) a fost unul din cele 7 scaune secuiești din evul mediu până în anul 1876. Odată cu reorganizarea administrativă din 1876 și desființarea scaunelor secuiești și săsești, teritoriul Scaunului Arieșului a fost trecut în componența comitatului Turda-Arieș. În prezent localitățile componente ale Scaunului Arieșului fac parte din județele Alba și Cluj.

## Istoric
În anul 1250 au fost colonizate multe familii de secui în peste 20 de localități situate la vest de Turda, spre Munții Apuseni, acordându-li-se o serie de avantaje economice si administrative, inclusiv (în jurul anului 1270) crearea unei unități teritorial-administrative separate, numită Aranyosszék (Scaunul Arieșului).
În 1289, regele Laszlo al IV-lea donează secuilor, care s-au remarcat în luptele împotriva cumanilor și tătarilor, domeniul Aranyos (Arieș), care aparținuse de cetatea Turda și care fusese pustiit și astfel a pus bazele Scaunului Arieșului.
La sfârșitul secolului al XIII-lea, în 23 de localități din această zonă se vor stabili secui din Scaunul Kezdi.
Se cunoaște faptul că în Evul Mediu, în perioada când a aparținut de regatul medieval maghiar, Transilvania a fost compusă din trei părți independente: Pământul Săsesc, Pământul Secuiesc și Teritoriul celor șapte comitate. Sașii au primit partea de sud a regiunii, unde au format așa numita „Universitas Saxorum” (Universitatea Săsească) care le-a fost oferită prin edictul regal Andreanum. Secuii au avut majoritar ținuturi autonome în părțile estice (excepție: „Scaunul Secuiesc al Arieșului”). Restul Ardealului a fost administrat de nobilimea din comitate.
Centrul admistrativ al „Scaunului Secuiesc al Arieșului” a fost localitatea Vințu de Sus. „Scaunul” a fost desființat în anul 1876, cu prilejul reorganizării administrative a Austro-Ungariei. Localitățile respective se găsesc în prezent în județele Alba și Cluj.

## Localitățile componente
| Numele istoric: Aranyosszék (Scaunul Arieșului) Centrul administrativ al scaunului: Felvinc (Vințu de Sus) | Numele istoric: Aranyosszék (Scaunul Arieșului) Centrul administrativ al scaunului: Felvinc (Vințu de Sus) | Numele istoric: Aranyosszék (Scaunul Arieșului) Centrul administrativ al scaunului: Felvinc (Vințu de Sus) | Numele istoric: Aranyosszék (Scaunul Arieșului) Centrul administrativ al scaunului: Felvinc (Vințu de Sus) |
| Numele maghiar (secolul XIX)                                                                               | Vechiul nume românesc                                                                                      | Județul actual                                                                                             | Observații (numele oficial actual)                                                                         |
| --- | --- | --- | --- |
| Alsószentmihály                                                                                            | Sânmihaiu de Jos                                                                                           | Cluj | Incorporat în 1966 la satul Mihai Viteazu                                                                  |
| Aranyosmohács                                                                                              | Măhaci | Alba | Redenumit Măhăceni                                                                                         |
| Aranyos-Polyán (Székely-Polyán)                                                                            | Poiana de Arieș                                                                                            | Cluj | Incorporat orașului Turda                                                                                  |
| Aranyosrákos                                                                                               | Vălenii de Arieș                                                                                           | Cluj | Incorporat în 1966 satului Moldovenești                                                                    |
| Bágyon | Bădeni | Cluj | |
| Csákó | Cicău | Alba | |
| Csegez | Pietroasa                                                                                                  | Cluj | |
| Dombró | Dumbrava                                                                                                   | Alba | |
| Felsőszentmihály                                                                                           | Sânmihaiu de Sus                                                                                           | Cluj | Redenumit Mihai Viteazu                                                                                    |
| Felvinc | Vințu de Sus                                                                                               | Alba | Redenumit Unirea                                                                                           |
| Harasztos                                                                                                  | Hărăstaș                                                                                                   | Cluj | Redenumit Călărași                                                                                         |
| Inakfalva                                                                                                  | Inoc | Alba | |
| Kercsed | Cârcedea                                                                                                   | Cluj | Redenumit Stejeriș                                                                                         |
| Kövend | Chiend | Cluj | Redenumit Plăiești                                                                                         |
| Marosörményes                                                                                              | Ormeniș | Alba | |
| Marosveresmart                                                                                             | Veresmart                                                                                                  | Alba | Incorporat satului Unirea                                                                                  |
| Mészkő | Mischiu | Cluj | Redenumit în Cheia                                                                                         |
| Sinfalva                                                                                                   | Șonfalău                                                                                                   | Cluj | Redenumit în perioada interbelică Cornești                                                                 |
| Székelyföldvár                                                                                             | Feldioara Secuiască                                                                                        | Alba | Redenumit în perioada interbelică Războieni-Cetate                                                         |
| Székelyhidas                                                                                               | Hidiș | Cluj | Redenumit în perioada interbelică Podeni                                                                   |
| Székelykocsárd                                                                                             | Cucerdea Secuiască                                                                                         | Alba | Redenumit în perioada interbelică Lunca Mureșului                                                          |
| Torockó | Trascău | Alba | Redenumit în perioada interbelică Rimetea                                                                  |
| Torockószentgyörgy                                                                                         | Sângeorgiu                                                                                                 | Alba | Redenumit în perioada interbelică Colțești                                                                 |
| Várfalva                                                                                                   | Varfalău                                                                                                   | Cluj | Redenumit în perioada interbelică Moldovenești                                                             |